# 城北出口

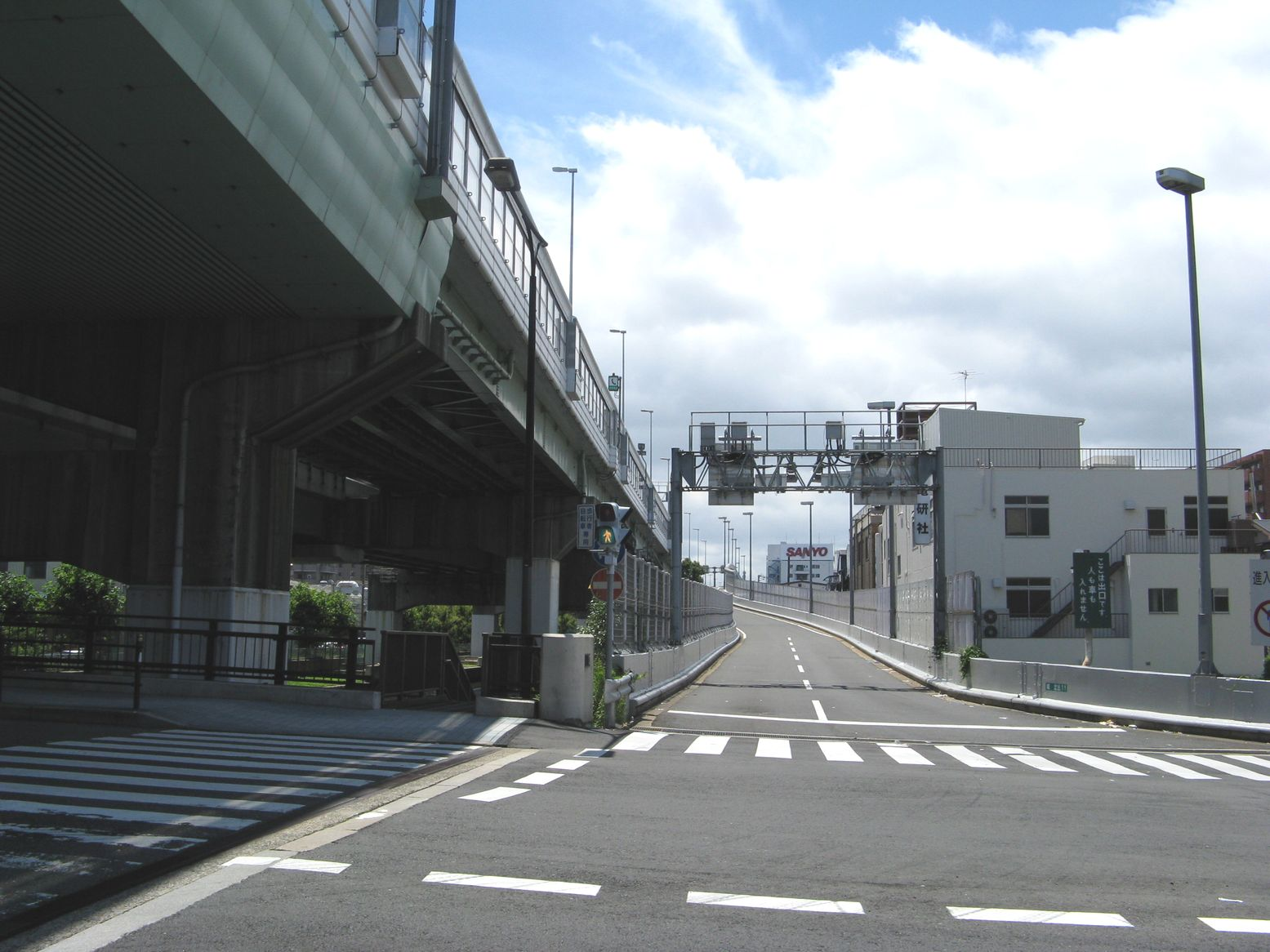
城北出口を西望。手前を横切るのは城北筋。

城北出口（しろきたでぐち）は、大阪府大阪市旭区にある阪神高速12号守口線の出口。

## 概要
環状線方面からの出口のみのクォーターICである。環状線方面への入り口は、都島入口を利用することになり、都島入口と城北出口をあわせてセットになっている。菅原城北大橋を利用すれば、上新庄・吹田方面への連絡にもなる。
1962年9月18日に決定した当初の守口線の都市計画では、城北出口は存在せず、より起点側の都島区大東町（現在の都島入口と同じ位置）に仮称「赤川出口」と、より終点側の旭区大宮町（国道1号との交差部）に仮称「大宮町出口」が設置される予定だった。しかし後に計画が見直され、1966年9月3日の変更都市計画では、赤川出口は地形が出口設置に関して好ましくないこと、大宮町出口は既に交通量の多い国道1号にさらに高速出口を取り付けるのは不適当であるということから廃止され、代わりに中間地点の旭区生江町の都市計画道路豊里矢田線（城北筋）との交差部に当出口が設けられることとなった。

## 道路
- 阪神高速12号守口線

## 接続する道路
- 城北筋（大阪市道上新庄生野線）

## 周辺
- 城北公園
- 菅原城北大橋
- 旭警察署

## 隣
阪神高速12号守口線
(12-05) 都島入口 - (12-06) 城北出口 - (12-07) 森小路出入口